# Tiếng Nhật Okinawa

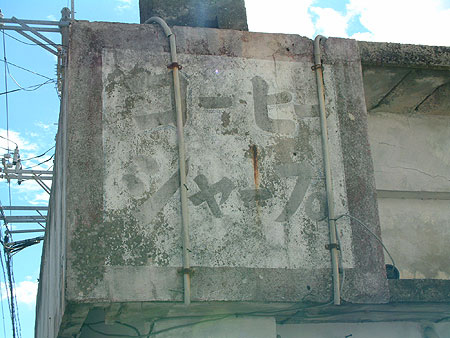
Koohii shaapu ("quán cà phê, quán nước") trong tiếng Nhật Okinawa, từ "coffee shop" tiếng Anh, khác với koohii shoppu trong tiếng Nhật chuẩn.

Tiếng Nhật Okinawa (ウチナーヤマトゥグチ, 沖縄大和口 (Xung Thằng Đại Hoà khẩu) Uchinaa Yamatu-guchi) là dạng tiếng Nhật mà ngày nay hầu hết cư dân quần đảo Okinawa nói. Giọng cùng khối từ vựng tiếng Nhật Okinawa chịu một vài ảnh hưởng từ tiếng Okinawa và tiếng Kunigami, hai ngôn ngữ truyền thống ở quần đảo. Tiếng Nhật Okinawa còn có một số từ vựng riêng từ tiếng Anh Mỹ do nơi này từng nằm dưới sự uỷ trị của Hoa Kỳ sau trận Okinawa. Tiếng Nhật Okinawa là một phương ngôn (方言) tiếng Nhật, không phải ngôn ngữ riêng biệt như tiếng Okinawa hay Kunigami (tuy hai thứ tiếng vẫn hay bị cho là "phương ngôn" bởi chính quyền Nhật Bản).

## Lịch sử
Các ngôn ngữ Lưu Cầu đã từng được sử dụng rộng rãi trên khắp quần đảo Ryukyu, nhưng đã chứng kiến sự sụt giảm số người nói do các chính sách đồng hóa trong phần lớn thời kỳ tiền-Thế chiến 2 tại Nhật Bản, gây ra sự chuyển đổi ngôn ngữ sang tiếng Nhật. Cụ thể là ở quần đảo Okinawa, trước đây, dân bản xứ nhiều người học tiếng Nhật đã nói ngôn ngữ này với những ảnh hưởng từ tiếng Okinawa bản địa của họ, khiến tiếng Nhật Okinawa trở thành một biến thể khác biệt của tiếng Nhật Chuẩn.

## Khác biệt với tiếng Nhật chuẩn
Tiếng Nhật Okinawa có một số từ vựng và đuôi biến tố mà ý nghĩa hay cách dùng khác với trong tiếng Nhật chuẩn. Hazu nghĩa là "chắc hẳn, nhiều khả năng" trong tiếng Nhật chuẩn, cho thấy rằng xác suất hành động diễn ra cao; trong tiếng Nhật Okinawa, nó chỉ có nghĩa như là "có lẽ, có thể". Trong tiếng Nhật chuẩn, mashou, you, ou đi chung với ne để bày tỏ lời gợi ý. Ví dụ như ikimashou ne (đi nào, đi thôi). Trong tiếng Nhật Okinawa, cấu trúc này thể hiện mong muốn người nói, nên ví dụ trên sẽ có nghĩa là "[tôi] sẽ đi" hay "[tôi] muốn đi".
Trợ từ và đại từ chỉ định cũng nét khác với tiếng Nhật chuẩn. Trợ từ kara có nghĩa là "từ" trong tiếng Nhật chuẩn, nhưng có nghĩa là "bằng", "như" trong tiếng Nhật Okinawa. Khi kara dùng trong tiếng Nhật Okinawa thì trong tiếng Nhật chuẩn, wo hay de hiện diện.
Một số từ vựng cũng khác về nghĩa hay sắc thái nghĩa. Chẳng hạn, aruku nghĩa là "đi loanh quanh" hay "làm việc" trong tiếng Nhật Okinawa, song mang nghĩa "đi bộ" trong tiếng Nhật chuẩn. Korosu nghĩa "đánh, đập" trong tiếng Tiếng Nhật Okinawa, còn nghĩa trong tiếng Nhật chuẩn là "giết".
Giới trẻ Okinawa cũng mượn một vài từ lóng tiếng Nhật ngoại lai, như mecchaa (lắm, quá, dữ, ghê) hay dasadasa (nhà quê, quê mùa).